# Тамбов
Тамбо́в (мокш. Томбу, ерз. Томбам) — місто в Російській Федерації, адміністративний центр Тамбовської області. Станом на 2021 населення становило 261 803 особи.

## Географія
Місто розташоване на річці Цна (басейн Волги), за 480 км від Москви.

## Назва
За даними краєзнавців, назва Тамбов походить від слова «томба» — «безодня», «грузьке місце» з мокшанської мови, чи від ерзянського «томбака» — «вир».
За московськими даними Тамбов заснований 1636 Стольником, воєводою м. Шацька (тепер місто Рязанської області в Росії) Романом Боборикіним. Історики поволзьких фінів уточнюють: територія під фортецю захоплена московськими військами весною 1636 «навпроти крайнього мордовського села Тонбов». Цей факт визнається фахівцями Тамбовського інституту підвищення кваліфікації працівників освіти.

## Історія
Тамбов був заснований 17 квітня 1636 року государевим стольником і Шацьким воєводою Романом Боборикін як опорного пункту Московської держави у мордовських землях, які через відсутність чіткого суверенітету йменувалися Диким Полем. Цілий ряд фортець і фортифікаційних споруд на території західної Мордовії покликаний був захищати кордони Московської держави від претензій Кримського Ханства та Ногайської Орди (держави).
У 1779–1796 року Тамбов був центром Тамбовського намісництва Російської імперії.
З 1796 року Тамбов став губернським центром. Територія Тамбовської губернії включала частину територій сучасних Республіки Мордовія, Ліпецької і Рязанської областей. У Тамбові містилася православна семінарія, яка готувала священиків для проповіді серед мокшанського населення краю. Існує версія, що саме тут здійснено перші переклади мокшанською мовою богослужбових текстів.
З початку XIX століття Тамбовська губернія стає однією з провідних виробників зернових Російської імперії.
Фатального удару по тамбовському селянству завдав терор Радянської влади. З 1918 по 1921 рік Тамбов був епіцентром народного селянського повстання, що було назване більшовиками «антоновщиной» на честь Александра Степановича Антонова, який нібито очолював повстання.
У Тамбові під час примусової евакуації з України перебувала правозахисниця Оксана Мешко (1941). Тут під час бомбардувань загинув її син.

## Населення
Зміна чисельності населення Тамбова за роками:
| 1979    | 1989     | 2002     | 2010     | 2012     | 2013     | 2014     | 2015     |
| ------- | -------- | -------- | -------- | -------- | -------- | -------- | -------- |
| 294 881 | ▲329 589 | ▼293 658 | ▼280 161 | ▲280 856 | ▲281 834 | ▲284 972 | ▲288 895 |

## Пам'ятники

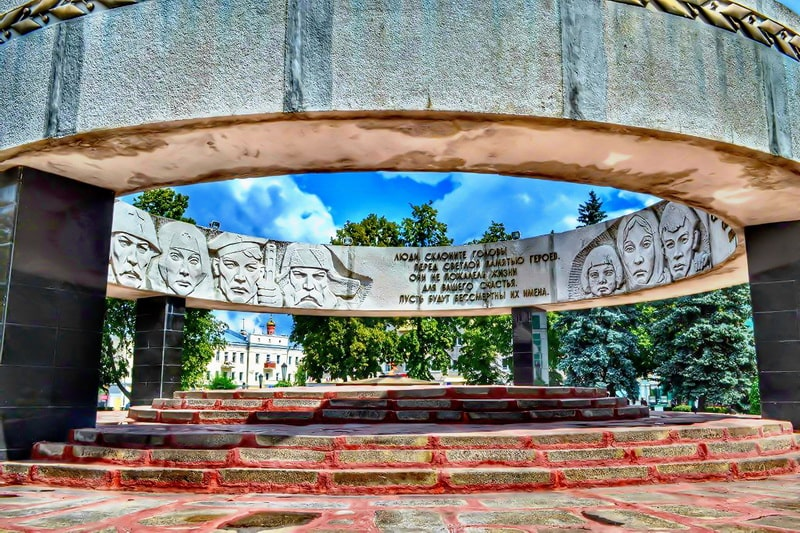
"Вічний вогонь" на Соборній площі[4] (відкрито 9 травня 1970 року)

## Культура
- Тамбовська картинна галерея
- Тамбовський обласний краєзнавчий музей

## Особи
- Потоцький Сергій Іванович (1883—1958) — радянський російський композитор
- Ванін Василь Васильович (1898—1951) — радянський актор театру і кіно, театральний режисер, педагог
- Кулєшов Лев Володимирович (1899—1970) — російський радянський актор німого кіно, кінорежисер, сценарист, теоретик кіно
- Дзержинський Іван Іванович (1909—1978) — російський композитор
- Венедиктов Лев Миколайович (1924—2017) — радянський та український хоровий диригент, педагог

У місті Тамбові народилися зокрема видатний математик А. М. Колмогоров, геолог М. М. Соколов, комік Валерій Жидков та живописець Б. М. Ольшанський.